# Johannes Teyssen

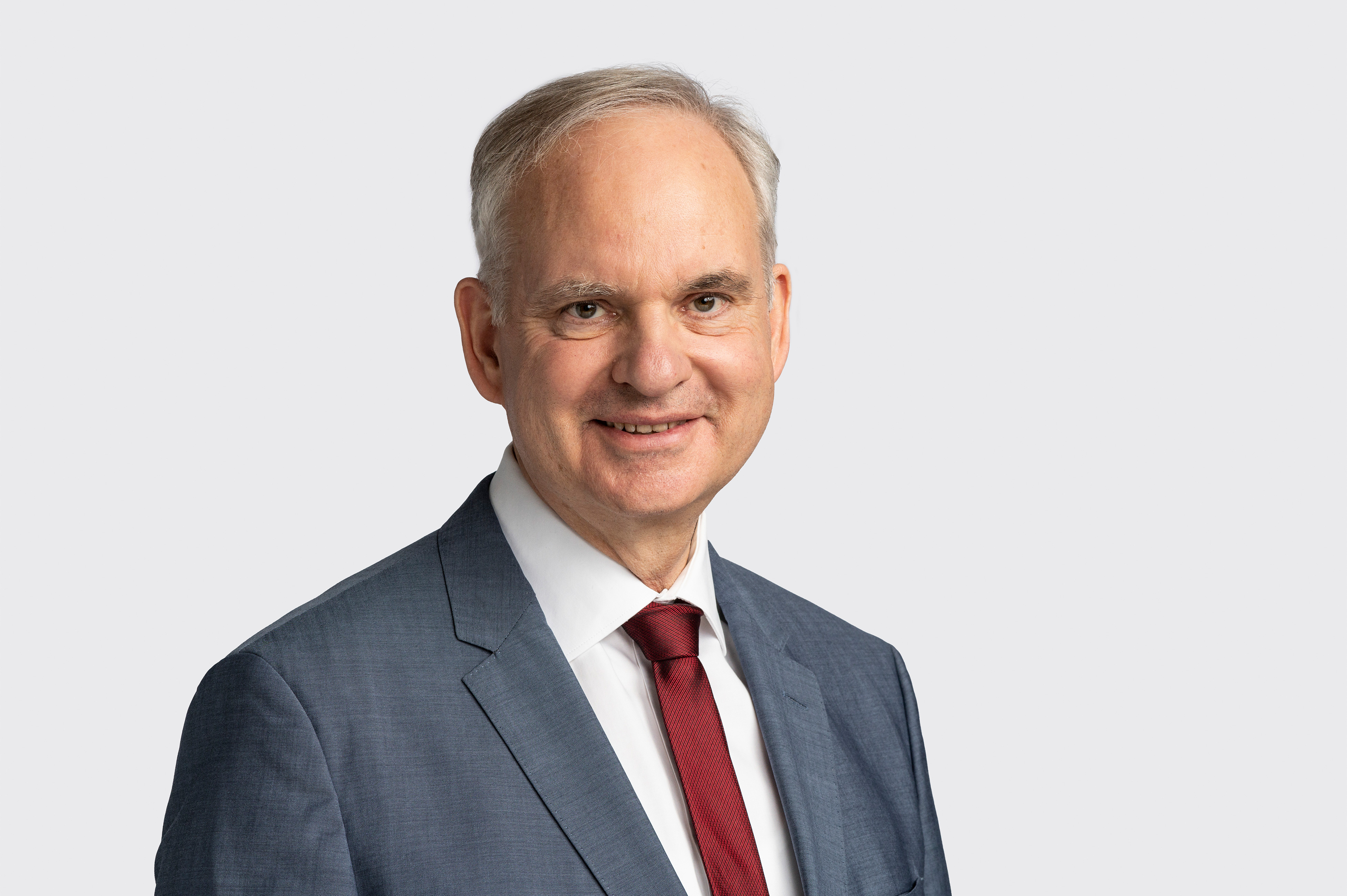
Johannes Teyssen (2022)

Johannes Teyssen (* 9. Oktober 1959 in Hildesheim) ist ein deutscher Volkswirt und Jurist. Sein Vater Hans Teyssen war langjähriger Vizepräsident des OLG Celle und zuletzt Ministerialdirigent im Niedersächsischen Ministerium der Justiz, sein Onkel Anton Teyssen war über viele Jahre CDU-Landtagsabgeordneter für Hildesheim.

## Leben
Von 1979 bis 1984 studierte er in Freiburg und Göttingen Volkswirtschaftslehre und Rechtswissenschaft. Nach einem Forschungsaufenthalt in Boston wurde er 1991 an der Universität Göttingen zum Dr. jur. promoviert. Seine Forschung beinhaltete eine rechtsvergleichende Arbeit zum Verhältnis von Legislative und Judikative im Strafverfahrensrecht.
Teyssen trat 1989 in die PreussenElektra in Hannover ein und war dort zuletzt Leiter der Hauptabteilung Recht. 1998 wechselte Teyssen als Vorstandsmitglied zur Tochtergesellschaft Hannover-Braunschweigische Stromversorgungs-AG (HASTRA) in Hannover. Im Zuge der Fusion der HASTRA und vier weiteren Energieversorgungsunternehmen zur Avacon mit Sitz in Helmstedt wurde er 1999 zum Vorstandsvorsitzenden der neuen Gesellschaft bestellt, die mehrheitlich (64,6 Prozent) im Besitz der im Juli 2000 entstandenen E.ON Energie AG ist.
Von März 2001 bis Ende April 2003 verantwortete er als Vorstandsmitglied der E.ON Energie AG in München das Finanzressort, bis 2007 war er deren Vorstandsvorsitzender. Seit Januar 2004 war er zusätzlich Mitglied des Vorstandes der E.ON SE, vom 1. März 2008 bis zum 1. Mai 2010 stellvertretender Vorstandsvorsitzender und Chief Operating Officer, und damit die Nummer zwei im Konzern nach Wulf Bernotat. Anfang August 2009 wurde bekanntgegeben, dass Teyssen mit Wirkung zum 1. Mai 2010 Bernotat als Vorstandschef ersetzen würde. Im September 2017 wurde bekanntgegeben, dass der Vertrag von Johannes Teyssen um weitere 3 Jahre vorzeitig verlängert wird, also bis Ende 2021.
Im August 2010 unterzeichneten Teyssen und etwa 40 andere Prominente den Energiepolitischen Appell für eine Laufzeitverlängerung deutscher Kernkraftwerke. 2017 unterzeichnete Teyssen mit weiteren Vertretern der Energiebranche und Bundeswirtschaftsministerin Brigitte Zypries den Vertrag über die Finanzierung des Kernenergieausstiegs, der den Streit über die friedliche Nutzung der Kernenergie in Deutschland endgültig beilegte.
Vom 1. Mai 2010 bis Ende März 2021 war er Vorstandsvorsitzender der E.ON SE. Seit Januar 2021 ist er Non-Executive Mitglied im Board der BP plc, seit Oktober 2021 Senior Advisor bei KKR und seit Anfang 2022 ist er Verwaltungsratspräsident des Schweizer Energiekonzerns Alpiq Holding.
Am 3. Juni 2013 wurde Teyssen zum Präsidenten von Eurelectric, der Interessenvertretung der europäischen Elektrizitätswirtschaft, gewählt.
2013 forderte er einen strengeren Klimaschutz. Europa gebe wegen des ineffizienten Emissionshandelssystems beim Klimaschutz „eine lächerliche Figur“ ab, es sei nicht „Vorreiter beim Klimaschutz“, sondern „in Wirklichkeit ein Mogler“, kritisierte er.
Ende 2014 kündigte er die Abspaltung des konventionellen Stromerzeugungsgeschäftes und des internationalen Energiehandels von E.ON SE auf die neu zu gründende Uniper SE an, die 2016 erfolgreich an die Börse geführt wurde. Im März 2018 kündigte er gemeinsam mit Rolf Martin Schmitz, dem Vorstandsvorsitzenden der RWE AG, die Neuordnung beider Konzerne an. E.ON übernahm die Energieinfrastuktur- und Vertriebsaktivitäten der Innogy SE und wurde so zu Europas größtem Unternehmen für Energienetze und Energielieferant für rund 50 Millionen Kunden in mehr als 10 europäischen Ländern. RWE übernahm die Erneuerbaren Geschäfte von E.ON und Innogy und wurde so zu einem der drei größten europäischen Renewable Player. Nach Freigabe durch die Kartellbehörden wurde die Neuordnung im März 2020 vollzogen.
Teyssen war von 2008 bis 2018 Aufsichtsratsmitglied der Deutsche Bank AG und 2006–2016 Aufsichtsratsmitglied bei der Salzgitter AG. Er war bis Ende 2020 norwegischer Honorargeneralkonsul, zuständig für die Bundesländer Nordrhein-Westfalen, Rheinland-Pfalz und Saarland.